# Max Linder Panorama
El cinema Max Linder Panorama és un dels últims cinemes dels grans bulevards parisencs i l'última monopantalla panoràmica. Es troba al número 24 del boulevard Poissonnière al 9è districte de París. Pertany a Claudine Cornillat i està programat per ella mateixa.

## Història

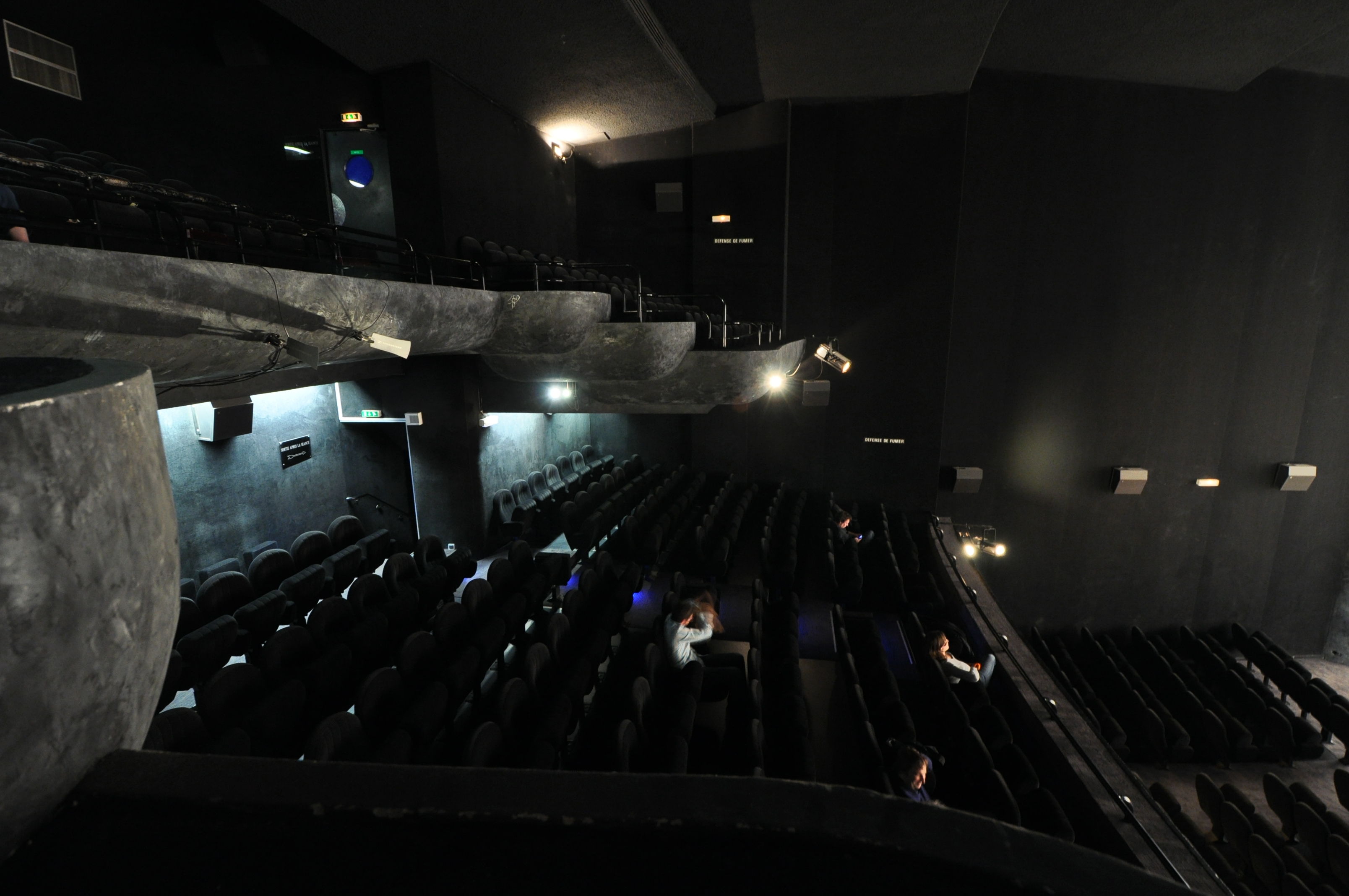
La sala el 2010.

### Els inicis de Max Linder
La sala va ser comprada l'any 1914 per l'actor burlesc Max Linder que la va inaugurar el 21 de març de 1919. El Kosmorama es converteix llavors en el Ciné Max Linder que es presenta com un dels cinemes més moderns d'Europa. El cinema va ser adquirit per Pathé el 1932, després renovat el 1957, però l'empresa Parafrance que l'explotava va fer fallida el 1984.

### El panorama de Max Linder
Comença una altra època. Aleshores, el jove equip de l'Escurial (Vincent Minili, Brigitte Aknin, Dominique Erenfrid i Jean-Jacques Zilbermann) va decidir comprar el Max Linder per convertir-lo en una sala d'excepció i d'esdeveniments.
L'antiga sala va ser enderrocada per donar pas a una sala més gran, amb una pantalla panoràmica, dissenyada per Georges Peynet (arquitecte decorador). Neix el Max Linder Panorama, amb un bar, una sala a tres nivells (orquestra, entresòl i balcó per a un total de 616 seients) on es barregen el passat (els volums de la sala i la sala evoquen els anys 30) i futur.
El Max Linder Panorama va ser una de les primeres sales de París aprovades per THX. També va utilitzar el sistema LC Concept. Per a una millor immersió a la pel·lícula, l'habitació està completament coberta de vellut i pintura negre. En tornar a obrir, al darrere de cada seient hi havia un títol de pel·lícula, gravat en una petita placa. Des d'aleshores aquestes plaques han estat robades, convertint-se en autèntics trofeus, ajudant l'èxit del lloc.
La primera sessió té lloc el divendres 27 de novembre de 1987 amb L'últim emperador presentat en 70mm. Durant els mesos posteriors a la seva reobertura, el curt documental Movie-Palace (Bernard Pavelek), mesclat en THX, presenta l'antic Max-Linder, així com les obres de transformació, la pel·lícula es projecta a la primera part del programa.
Adquirit el 1998 pel grup Kinépolis, va ser venut el 2004 a Claudine Cornillat, l'actual gerent.

### L'adquisició per Claudine Cornillat
Aleshores es va restaurar el cinema, les parets de la sala van ser decorades amb estucs de l'artista Stephen Torton (ex-ajudant de Jean-Michel Basquiat).
La cabina està equipada, en particular, amb un projector digital Barco DP-100 dCinema 2K que serà substituït el desembre de 2009 per un Barco DP-3000 per a l'estrena d'Avatar en 3-D.
El 2013, per a l'estrena de Samsara a 4K, Max Linder es va equipar amb un projector DLP CINEMA 4K Christie CP4230.

## Esdeveniments
La sala ofereix festivals en col·laboració amb els Cahiers du cinema i de setembre de 2005 a 2006 va acollir el Forum de les Imatges per al Cinés-Mardy, vetllades durant les quals es va revisar l'animació dels cinemes dels anys 50 (tràilers, espectacles en directe i pel·lícules de culte).
Des del 10 de desembre de 2011, amb la Nuit Retour vers le Futur Max Linder, en col·laboració amb David Oghia i el seu equip, organitza una NUIT AU MAX on es projecten preestrenes i pel·lícules clàssiques.
Des del 2016, al desembre, el PIFFF (Festival Internacional de Cinema Fantàstic de París) s'ha traslladat al Max Linder i atrau cada any més espectadors gràcies a les projeccions de pel·lícules inèdites.
Del 29 de novembre al 5 de desembre de 2017, el cinema celebra el trentè aniversari del seu nou teatre amb una programació d'estrenes i revivals de prestigi.

## Dades tècniques

### Capacitat de la sala
- Capacitat actual: 557 places
  - Balcó: 108 places
  - Entresòl: 185 places
  - Orquestra: 264 localitats
- Capacitat original: 616 places
  - Balcó: 122 places
  - Entresòl: 199 places
  - Orquestra: 295 localitats

### Projecció
- Mida de la pantalla : 16,00 m x 6,70 m és a dir, 107 m² en format 2,39/1 (CinemaScope) per a una diagonal de 17,34 m (682 polzades)
- Distància de projecció: 23,30 m

- Projectors:
  - Projector 35 mm: Kinoton FP30E
  - Projector digital dCinema 4K: Christie CP-4230 emparellat amb un servidor Showvault Doremi
    - Biblioteca SmartJog

### So
- Processadors de so: DaTaSat AP20, Dolby DMA8 i CP650, dts XD10
- Formats compatibles:
  - Mitjans digitals: 4xAES 5.1, 4xAES 6.1, 4xAES 7.1, 1xAES Dolby E, 1xAES LtRt.
  - 35 mm Òptic analògic: Monofònic (Canal central de la pantalla), Dolby Stereo A'-Type i S Enregistrament "pectral" en R (3 canals de pantalla, 1 canal envoltant, 1 canal de subwoofer)
  - 35 mm òptic digital: Dolby Digital (SR•D, SR•D-EX* ), Digital Theatre System (dts, dts-ES* ) (3 canals de pantalla, 2 o 3*  canals envoltants, 1 canal de subwoofer)

- Difusió:
  - Amplificació: QSC i Crest
  - Altaveus: JBL

## Accés
Aquest lloc està servit per l'estació de metro Grands Boulevards (sortida #1).